# Protocole facultatif à la Convention relative aux droits de l'enfant concernant l'implication d'enfants dans les conflits armés
Le Protocole facultatif à la Convention relative aux droits de l'enfant concernant l'implication d'enfants dans les conflits armés (OPAC), également connu sous le nom de traité sur les enfants soldats, est un traité multilatéral (en) par lequel les États conviennent, premièrement d'interdire la conscription dans l'armée des enfants de moins de 18 ans ; deuxièmement de s'assurer que les recrues militaires n'ont pas moins de 16 ans ; et troisièmement d'empêcher les recrues âgées de 16 ou 17 ans de participer directement aux hostilités. Le traité interdit également aux groupes armés non étatiques de recruter toute personne de moins de 18 ans à quelque fin que ce soit.
L'Assemblée générale des Nations unies a adopté le traité en tant que protocole additionnel à la Convention relative aux droits de l'enfant par la résolution 54/263 le 25 mai 2000. Le protocole est entré en vigueur le 12 février 2002 et comprend treize articles.
En janvier 2023, 173 États sont parties au protocole, tandis que 7 autres États l'ont signé mais pas ratifié.

## Contexte
La Convention relative aux droits de l'enfant (1989) définit un enfant comme toute personne âgée de moins de 18 ans.
Tout au long de l'histoire et dans de nombreuses cultures, les enfants ont été largement impliqués dans les campagnes militaires. Lors de la Première Guerre mondiale, en Grande-Bretagne 250 000 garçons de moins de 18 ans réussirent à rejoindre l'armée. Pendant la Seconde Guerre mondiale, des enfants soldats ont combattu dans toute l'Europe, lors de l'Insurrection de Varsovie, dans la résistance juive pendant la Shoah et dans l'armée soviétique. Après la fin de la guerre froide, le nombre de conflits armés a augmenté et l'utilisation d'enfants à des fins militaires a augmenté, affectant jusqu'à 300 000 enfants dans le monde chaque année à la fin des années 1990.
Les progrès vers la fin de l'utilisation des enfants à des fins militaires ont été lents, en partie parce que de nombreuses forces armées nationales ont compté sur les enfants pour remplir leurs rangs,,. Les premiers efforts pour limiter la participation des enfants aux conflits armés ont commencé avec l'adoption des Protocoles additionnels aux Conventions de Genève de 1949, adoptés en 1977 (art. 77.2). Les nouveaux protocoles interdisaient le recrutement militaire d'enfants âgés de moins de 15 ans et leur participation directe aux hostilités, mais continuaient à autoriser les forces armées étatiques et les groupes armés non étatiques à recruter des enfants à partir de 15 ans et à les utiliser dans la guerre. En outre, les Protocoles n'interdisaient pas aux belligérants d'utiliser des enfants de moins de 15 ans dans les hostilités lorsque leur participation n'était pas « directe » ; par exemple, en tant qu'éclaireurs, porteurs, informateurs, espions, porteurs de messages et dans d'autres rôles de soutien.
Lorsque les mêmes normes limitées ont été incorporées dans la Convention relative aux droits de l'enfant (CRC) en 1989, les défenseurs des droits de l'enfant ont été frustrés, estimant qu'un traité établissant les droits fondamentaux des enfants devrait les protéger de toutes les formes d'engagement militaire. Pour y parvenir, un petit groupe de militants des droits de l'homme et de gouvernements sympathisants ont lancé une campagne mondiale pour un nouveau traité, qui a été adopté en 2000 en tant que Protocole facultatif à la Convention relative aux droits de l'enfant concernant l'implication d'enfants dans les conflits armés (OPC).

## Campagne pour un nouveau traité

### Négociations initiales
En 1994, cinq ans après l'adoption de la Convention relative aux droits de l'enfant, les défenseurs des droits de l'enfant et les gouvernements sympathisants ont persuadé la communauté internationale de créer un groupe de travail de la Commission des droits de l'homme des Nations Unies,. Son mandat était d'entamer des négociations sur un nouveau protocole à la Convention qui élèverait les normes concernant l'utilisation d'enfants à des fins militaires.
Alors que la grande majorité des États négociant le protocole étaient disposés à mettre fin à tout recrutement militaire d'enfants de moins de 18 ans (principe dit du « droit des 18 ans »), un petit nombre s'y sont opposés : Bangladesh, Cuba, Israël, Corée du Sud, Koweït, Pakistan, Royaume-Uni et États-Unis. Selon Jo Becker, un défenseur des droits humains activement impliqué dans les négociations :
Les gouvernements ont entamé une série de négociations annuelles à Genève, mais en 1998, les négociations ont échoué car il est devenu clair que les gouvernements qui avaient longtemps utilisé des moins de 18 ans dans leurs forces armées nationales, notamment les États-Unis et le Royaume-Uni, n'étaient pas disposés à soutenir une nouvelle norme contraire à leur pratique nationale.
Alors que certains des États opposés au changement disaient néanmoins qu'ils ne le bloqueraient pas, les États-Unis ont insisté sur leur position, selon Becker.
La proposition des défenseurs des droits de l'enfant d'effectuer une étude majeure sur les effets des conflits armés sur les enfants a joué un rôle déterminant dans la collecte d'un soutien de haut niveau en faveur du traité. L'étude a été proposée par le Comité des droits de l'enfant, commandée par l'Assemblée générale des Nations unies et réalisée par Graça Machel en 1996 : Impact des conflits armés sur les enfants. Le rapport était particulièrement préoccupé par l'utilisation d'enfants plus jeunes en tant que participants à des conflits armés, présentant des preuves que plusieurs milliers d'enfants étaient tués, mutilés et blessés psychiatriquement dans le monde chaque année. Il a également demandé qu'il soit mis fin au recrutement d'enfants par toutes les forces armées.

### La Coalition pour mettre fin à l'utilisation d'enfants soldats
Alors que les négociations sur le nouveau traité piétinaient en 1998, la Coalition pour mettre fin à l'utilisation d'enfants soldats (aujourd'hui connue sous le nom de Child Soldiers International (en)) a été créée par six organisations humanitaires et de défense des droits de l'homme : Amnesty International, Human Rights Watch, Fédération internationale Terre des Hommes, Service jésuite des réfugiés, le Quaker United Nations Office et Save the Children. Dans le but d'incorporer le principe de la limite des 18 dans le nouveau traité, la Coalition a rapidement formé des affiliés nationaux dans plus de trente pays . La Coalition a travaillé en alliance avec un petit groupe d'États défendant activement le principe de la limite des18 à l'échelle internationale : Canada, Danemark, Éthiopie, Finlande, Japon, Mozambique, Norvège, Portugal, Afrique du Sud, Suède et Suisse.
Avec un financement initial du gouvernement canadien, la Coalition a organisé une série de conférences régionales intergouvernementales; les conférences africaines et latino-américaines ont fermement soutenu le principe des 18 ans. La conférence européenne a soutenu la fin de la participation des enfants aux conflits armés, mais pas leur recrutement, en raison de l'opposition de l'Autriche, de la France, de l'Allemagne, du Luxembourg, des Pays-Bas et du Royaume-Uni, qui recrutaient tous des enfants âgés de 16 ou 17 ans dans leur propre forces armées. En 2017, tous sauf le Luxembourg le faisaient encore.
En 1999, le principe du droit à 18 ans bénéficiait du soutien de la grande majorité des États, ainsi que du Comité des droits de l'enfant, du Comité international de la Croix-Rouge, de l'Organisation internationale du travail, du Parlement européen, de l'Organisation des l'unité africaine et du Conseil œcuménique des Églises,.

### Négociations finales
Lors des négociations finales, seuls cinq États se sont encore prononcés contre le principe des 18 : l'Égypte, le Koweït, Singapour, le Royaume-Uni et, surtout, les États-Unis. Les États-Unis, avec le soutien britannique, ont continué à insister sur le fait qu'ils ne soutiendraient pas un traité qui les empêcherait d'envoyer des jeunes de 17 ans au combat,. Selon Becker, les États-Unis ont cédé à la suite d'une intervention de la Secrétaire d'État Madeleine Albright, bien que les États-Unis et le Royaume-Uni aient continué à insister sur leur droit de recruter des enfants à partir de 16 ans (Royaume-Uni) et 17 ans (États-Unis).
Ce changement a permis un consensus de compromis entre les parties aux négociations, dans lequel le nouveau traité n'empêcherait pas les États de recruter des enfants dans leurs forces armées à partir de 16 ou 17 ans, mais exigerait que « toutes les mesures possibles » soient prises pour s'assurer que les enfants ne participer "directement" aux hostilités.

### Étendue de la ratification
Le traité OPAC a été largement ratifié. En janvier 2023, 173 États ont ratifié ou adhéré au traité ; sept autres États l'ont signé mais pas encore ratifié : Haïti, Iran, Liban, Liberia, Nauru, Somalie et Zambie.
De plus, à la suite de l'adoption de l'OPAC, le nombre d'États restreignant l'enrôlement aux adultes de plus de 18 ans a considérablement augmenté, selon Child Soldiers International : de 83 en 2001 à 126 en 2016, soit 71 % des pays dotés de forces armées. Il s'agit notamment de plusieurs États où le recrutement d'enfants était monnaie courante, notamment la Colombie et la Sierra Leone. Environ 60 groupes armés non étatiques ont également conclu des accords pour arrêter ou réduire leur utilisation des enfants.
Malgré cette tendance, Child Soldiers International rapporte que le recrutement d'enfants à des fins militaires reste répandu, y compris par les forces armées dans les trois pays les plus peuplés – la Chine, l'Inde et les États-Unis – et les plus puissants économiquement (tous les pays du G7 à l'exception de l'Italie et du Japon). Un grand nombre de groupes armés non étatiques recrutent et utilisent également des enfants de manière routinière, en particulier à la suite d'une récente augmentation du recrutement d'enfants par des mouvements militants islamistes en Afrique et au Moyen-Orient, ainsi que par des milices qui s'y opposent,.

### «OPAC fête ses 18 ans»: événement du 18e anniversaire, en 2018
Le 21 février 2018, une réunion s'est tenue à l'ONU pour marquer le 18e anniversaire du traité. La réunion, coparrainée par Child Soldiers International, l'UNICEF et les gouvernements de la Belgique, du Canada, de la Colombie, de la France et de la Sierra Leone, a réuni environ 100 délégués. La Représentante spéciale du Secrétaire général de l'ONU pour les enfants et les conflits armés, Virginia Gamba (en), a rendu compte des progrès réalisés et restant à accomplir depuis l'adoption du traité :
Nous avons vraiment parcouru un long chemin. Aujourd'hui, 18 ans plus tard, nous devrions célébrer les progrès quantifiables accomplis. La question des enfants et des conflits armés a été carrément inscrite à l'ordre du jour de la paix et de la sécurité internationales. Depuis 2000, au moins 130 000 enfants soldats ont été libérés grâce aux efforts collectifs des acteurs de la protection de l'enfance. Des milliers d'autres ont été épargnés par l'épreuve du recrutement et de l'utilisation - parce que leur pays a rejoint l'OPAC et mis en place des mesures pour les protéger. Il est essentiel de veiller à ce que tous les garçons et filles libérés et leurs communautés aient accès à une réintégration significative - pour les aider à surmonter les expériences douloureuses qu'ils ont traversées. Mais cela reste un énorme défi.

## Dispositions du traité OPAC

### Principales obligations
Les principales obligations du traité OPAC sont les suivantes :
- Aucun État partie ne peut recruter une personne qui n'a pas encore atteint un âge minimum spécifié par l'État (dans une déclaration contraignante déposée auprès de l'ONU lors de la ratification), et dans tous les cas, l'âge minimum ne doit pas être inférieur à 16 ans.
- Les États parties dont les forces armées recrutent des enfants âgés de 16 ou 17 ans doivent :
  - ne pas contraindre les enfants à rejoindre leurs forces armées ;
  - s'assurer qu'une "preuve fiable de l'âge" est fournie avant l'enrôlement ;
  - s'assurer avant l'enrôlement que les enfants candidats sont "pleinement informés" des devoirs du service militaire, que leur choix de s'enrôler est "réellement volontaire" et que leurs parents ou tuteurs légaux donnent leur "consentement éclairé" ; et
  - "prendre toutes les mesures possibles" pour s'assurer que les enfants recrues ne participent pas directement aux hostilités ;
- Les groupes armés non étatiques « ne doivent en aucun cas recruter ou utiliser dans les hostilités » un enfant de moins de 18 ans (la force juridique de cette disposition est cependant incertaine [11],[19],[15]).
- Les États parties au traité doivent rendre compte périodiquement de sa mise en œuvre au Comité des droits de l'enfant.

### Autres dispositions
Les autres dispositions du traité comprennent ce qui suit :
- Les États parties doivent coopérer les uns avec les autres à la mise en œuvre du traité et soutenir financièrement et techniquement « la réhabilitation et la réinsertion sociale » des personnes qui ont été recrutées illégalement alors qu'elles étaient enfants.
- Tout État peut quitter le traité avec un préavis d'un an, mais pas s'il est engagé dans un conflit armé à ce moment-là.
- Le traité n'empêche pas les États d'exploiter des écoles militaires, qui sont courantes dans de nombreux pays[7], à condition que celles-ci respectent les exigences légales régissant l'éducation dans la Convention relative aux droits de l'enfant.
- Le traité donne aux États la possibilité de relever leur âge minimum d'enrôlement à tout moment et de déposer une déclaration contraignante mise à jour à cet effet auprès des Nations unies ; tout État qui le fait est alors lié par l'âge minimum révisé et ne peut pas l'abaisser.

## Commentaire du Comité international de la Croix-Rouge
La phrase "Les États parties prennent toutes les mesures possibles pour garantir que les membres de leurs forces armées qui n'ont pas atteint l'âge de 18 ans ne participent pas directement aux hostilités" a été adaptée de l'article 77.2 du Protocole additionnel I aux Conventions de Genève du 12 août 1949, et relative à la protection des victimes des conflits armés internationaux, adoptée en 1977, avec une modification de quinze ans à dix-huit ans et quelques autres modifications mineures. ("Les Parties au conflit prendront toutes les mesures possibles pour que les enfants de moins de quinze ans ne participent pas directement aux hostilités et, en particulier, elles s'abstiendront de les recruter dans leurs forces armées." )
Le commentaire du CICR sur le Protocole I indique clairement qu'il n'exige pas une interdiction totale de l'utilisation d'enfants dans les conflits. Le CICR avait proposé que le Protocole oblige les parties à « prendre toutes les mesures nécessaires », mais le texte final utilise l'expression « prendre toutes les mesures possibles », ce qui n'est pas une interdiction totale de le faire. En outre, s'abstenir de recruter des enfants de moins de quinze ans n'exclut pas les enfants qui se portent volontaires pour le service armé. Lors des négociations sur la clause "participer aux hostilités", le mot "direct" a été ajouté, ouvrant la possibilité à des enfants volontaires d'être impliqués indirectement dans les hostilités, recueillant et transmettant des informations militaires, aidant au transport d'armes et de munitions, fourniture de fournitures, etc.

## Réponses nationales (exemples)

### Australie
Les Australian Defence Force Cadets (en) suivent le Protocole facultatif à la Convention relative aux droits de l'enfant concernant l'implication d'enfants dans les conflits armés, mais acceptent toujours les cadets âgés de 13 à 18 ans (à l'exception du personnel) et les amènent parfois sur des bases ADF.

### Royaume-Uni
Comme indiqué ci-dessus, au moment des négociations de l'OPAC, le Royaume-Uni s'est joint aux États-Unis pour résister activement à l'opinion majoritaire des États négociateurs selon laquelle 18 ans devrait être l'âge minimum pour toutes les formes de recrutement militaire. À l'époque, comme aujourd'hui, le Royaume-Uni autorise ses forces armées à s'enrôler à partir de 16 ans et permet aux enfants de postuler à partir de 15 ans et 7 mois,.
Lors de la ratification du traité, la déclaration contraignante du Royaume-Uni indiquait qu'il comprenait que, bien qu'il s'efforcerait de ne pas utiliser d'enfants recrues dans les hostilités, le protocole "... n'exclurait pas le déploiement de membres de ses forces armées de moins de 18 ans pour participer directement aux hostilités lorsque : a) il existe un réel besoin militaire de déployer son unité ou son navire dans une zone où se déroulent les hostilités ; et b) en raison de la nature et de l'urgence de la situation : - i) il n'est pas possible de retirer ces personnes avant leur déploiement ; ou ii) cela compromettrait l'efficacité opérationnelle de leur navire ou de leur unité, et mettrait ainsi en péril la réussite de la mission militaire et/ou la sécurité d'autres membres du personnel" .
Selon Child Soldiers International, le Royaume-Uni a déployé 22 membres des forces armées âgés de moins de 18 ans en Irak et en Afghanistan entre 2003 et 2010. Le Comité des droits de l'enfant a exhorté le Royaume-Uni à modifier sa politique afin de garantir que les enfants ne puissent en aucun cas prendre part aux hostilités.